# Salif Dianda
Salif Dianda (Adzopé, 17 dicembre 1987) è un calciatore ivoriano naturalizzato burkinabè, centrocampista del Terni Est.
Possiede anche il passaporto italiano.

## Caratteristiche tecniche
Salif è un terzino/esterno di centrocampo agile e veloce capace di giocare con entrambi i piedi essendo ambidestro. Gioca prevalentemente sulla fascia sinistra ma può essere anche utilizzato sulla destra.
Nato come trequartista (ruolo ricoperto nelle sue apparizioni da capitano della Burkina Faso Under 20), Dianda ha dapprima arretrato il suo raggio d'azione nel corso dell'esperienza in gialloblu, diventando una sorta di jolly di centrocampo; solamente nel 2009 nelle file della Sangiovannese viene adattato con ottimi risultati come terzino sinistro di spinta. Nella stagione 2012-2013 viene utilizzato come esterno destro di centrocampo nel 3-5-2.

## Carriera

### Club

#### Gli inizi
Nato in Costa d'Avorio nel 1987 da genitori del Burkina Faso, Salif nel 2000 con l'Africa Sports partecipa ad un torneo di calcio in Calabria composto da scuole calcio affiliate al Parma. Durante il torneo incontra Pasquale Florio che ne nota le capacità calcistiche e lo porta stabilmente in Italia, facendolo studiare e permettendogli di allenarsi e di provare a diventare un calciatore professionista. Nel 2004-2005 Dianda si allena con la Vibonese (squadra calabrese all'epoca in Serie D), che gli offre vitto, alloggio e lo aiuta ad ottenere il permesso di soggiorno. Compiuti i diciotto anni, Pasquale Florio porta Dianda a Verona offrendolo a Giambattista Pastorello. In riva all'Adige sostiene positivamente un provino e nell'estate 2006 firma con l'Hellas Verona il suo primo contratto da professionista.

#### Verona e i prestiti al Lugano e Vibonese
Nella stagione 2006-2007 Dianda inizia con la formazione Primavera ma presto entra stabilmente a far parte della rosa della prima squadra, debuttando l'11 novembre con Ficcadenti in sostituzione di Italiano ad inizio secondo tempo nella sconfitta interna per 0-1 del Verona contro la Triestina. Nel gennaio 2007 Dianda passa in prestito al Lugano, squadra di media classifica della Challenge League, dove colleziona 10 presenze mettendo a segno un gol il 16 maggio nella partita Lugano-Servette 3-3..
La stagione seguente fa ritorno all'Hellas che disputa la Serie C1 ma Dianda gioca 7 partite di campionato e 3 della Coppa Italia Serie C, nelle quali realizza il gol della vittoria nella trasferta vinta 1-0 contro il Mezzocorona. Nel gennaio 2008 viene ceduto in prestito, alla Vibonese in Serie C2 dove gioca 10 presenze da titolare realizzando il gol decisivo nello spareggio play-out che garantisce la salvezza alla squadra di Vibo Valentia.
Nel 2008-2009 ritorna a Verona, ma il mister degli scaligeri, Gian Marco Remondina, lo schiera in campo in 4 partite di campionato ed una di Coppa Italia Lega Pro (per un totale di soli 99 minuti giocati).

#### Sangiovannese e Juve Stabia
Nell'estate del 2009 viene girato in prestito in Lega Pro Seconda Divisione alla Sangiovannese. Il giovane africano sfrutta benissimo l'occasione: nelle prime 2 gare di campionato colleziona 1 gol, 1 assist e si procura un rigore e diventa il miglior giocatore della squadra toscana. La stagione è un continuo crescendo che porta la Sangiovannese a giocarsi i play off (persi in semifinale contro il San Marino), e Dianda a realizzare 3 gol in 31 partite.
Nell'estate 2010 Dianda va in prestito alla Juve Stabia, neo-promossa in Lega Pro Prima Divisione; Salif viene poco utilizzato fino a gennaio quando riesce a trovare più spazio diventando nel girone di ritorno un punto fermo dell'11 titolare. Non casualmente, al maggior minutaggio di Dianda coincide una progressiva ascesa della Juve Stabia, che nel girone di ritorno colleziona ben 31 punti e raggiunge il 5º posto finale vincendo poi i play-off promozione. Nella stessa stagione con la Juve Stabia vince la Coppa Italia Lega Pro 2010-2011, battendo il Carpi in una doppia finale giocata per tutti i 180 minuti da Dianda.

#### Ternana e Martina Franca
Il 31 agosto 2011 si trasferisce in prestito alla Ternana in Prima Divisione, dove, giocando 30 presenze, è promosso dalla Lega Pro Prima Divisione 2011-2012.
Il 12 giugno 2012 gli umbri, neo-promossi in Serie B, decidono di puntare ancora su Salif, acquistando la metà del cartellino del giocatore dal Verona.
La sua seconda stagione con le Fere lo vede protagonista: il mister Domenico Toscano lo schiera come esterno destro a causa dell'acquisto da parte dei Rossoverdi di Luigi Vitale che va ad occupare il ruolo ricoperto la stagione precedente da Salif, fino alla sosta del Campionato di gennaio gioca 21 partite su 22, mettendo a segno il suo primo gol in Serie B il 25 settembre 2012 in Ternana-Crotone 1-0. Durante una gara di campionato, dopo uno scontro di gioco con Andrea Caracciolo, riporta una lesione al legamento crociato anteriore e al legamento collaterale esterno del ginocchio e che pertanto verrà operato. I tempi di recupero dall'infortunio erano previsti inizialmente in 12 mesi ma dopo altri accertamenti medici viene comunicato che gli interventi a cui il giocatore deve sottoporsi sono due, a distanza di due-tre mesi, e che quindi i tempi di recupero si allungano di altri tre-quattro mesi rispetto alle previsioni iniziali. Conclude la stagione con 29 presenze e una rete. A fine anno, alle buste, la Ternana acquista tutto il cartellino del giocatore. Nell'ottobre 2013 viene operato a Roma per la prima operazione, la seconda dovrà essere eseguita quando la lesione meniscale precedentemente operata risulta guarita. Nel maggio 2014, un anno dopo dall'infortunio viene operato per la ricostruzione del legamento crociato anteriore del ginocchio sempre a Roma. I tempi di recupero, vengono quantificati in sette-otto mesi, per un totale di venti mesi di stop, nonostante non abbia potuto giocare nella stagione 2013-2014, a fine campionato, la Ternana gli rinnova il contratto fino al 30 giugno 2015, sperando di riaverlo per la seconda parte della stagione 2014-2015..
Il 13 dicembre 2014 dopo 20 mesi di inattività, torna a giocare per settanta minuti con la formazione primavera della Ternana dove indossa anche la fascia da capitano e la settimana successiva viene convocato dalla prima squadra. Torna il campo con la prima squadra umbra il 17 gennaio 2015 nella gara contro il Crotone subentrando nel secondo tempo e nella medesima partita viene espulso, a fine anno la società non gli rinnova inizialmente il contratto, per richiamarlo il 29 luglio 2015 torna, facendogli firmare un contratto annuale.
Il 14 gennaio 2016 viene ceduto a titolo definitivo al Martina in Lega Pro. La stagione si chiude con la salvezza ai play-out e la mancata iscrizione del club al campionato successivo con lo svincolo dei giocatori in rosa.

#### Correggese, Romanese e Ferentillo Valnerina
Il 30 dicembre seguente firma con la Correggese, militante in Serie D. chiudendo la stagione nei play-off con 14 presenze e una rete rimanendo al termine della stagione svincolato, Ad ottobre 2017 si accorda con la Romanese squadra appena ripescata in Serie D concludendo la stagione all'ultimo posto retrocendendo così in Eccellenza con un bottino personale di 25 presenze e un gol.

### Nazionale
Dopo aver militato nella Nazionale del Burkina Faso Under-20 di cui è stato capitano, il 12 ottobre 2008 esordisce con la maglia della Nazionale maggiore nella partita Burundi-Burkina Faso 1-3, gara valida per le qualificazioni al Mondiale 2010.
Il 1º gennaio 2013 viene inserito dal ct della Nazionale del Burkina Faso, Paul Put, nei 28 pre-convocati per disputare la Coppa d'Africa 2013 che si sarebbe svolto in Sudafrica dal 19 gennaio al 10 febbraio; il 9 gennaio viene stilata la lista dei 23 che parteciperanno alla Coppa dove Salif però non compare, anche se viene selezionato come 24º, quindi come sostituto nel caso di defezione da parte di qualche compagno prima dell'inizio della competizione, cosa che però non avviene.

## Statistiche

### Presenze e reti nei club
| Stagione             | Squadra              | Campionato           | Campionato | Campionato | Coppe nazionali | Coppe nazionali | Coppe nazionali | Coppe continentali | Coppe continentali | Coppe continentali | Altre coppe | Altre coppe | Altre coppe | Totale | Totale |
| Stagione             | Squadra              | Comp                 | Pres       | Reti       | Comp            | Pres            | Reti            | Comp               | Pres               | Reti               | Comp        | Pres        | Reti        | Pres   | Reti   |
| -------------------- | -------------------- | -------------------- | ---------- | ---------- | --------------- | --------------- | --------------- | ------------------ | ------------------ | ------------------ | ----------- | ----------- | ----------- | ------ | ------ |
| 2006-gen. 2007       | Hellas Verona        | B                    | 2          | 0          | CI              | 1               | 0               | -                  | -                  | -                  | -           | -           | -           | 3      | 0      |
| gen.-giu. 2007       | Lugano               | CL                   | 10         | 1          | CS              | -               | -               | -                  | -                  | -                  | -           | -           | -           | 10     | 1      |
| 2007-gen. 2008       | Hellas Verona        | C1                   | 7          | 0          | CI-C            | 3               | 1               | -                  | -                  | -                  | -           | -           | -           | 10     | 1      |
| gen.-giu. 2008       | Vibonese             | C2                   | 10+1       | 0+1        | CI-C            | 2               | 0               | -                  | -                  | -                  | -           | -           | -           | 13     | 1      |
| 2008-2009            | Verona               | 1D                   | 4          | 0          | CI-LP           | 1               | 0               | -                  | -                  | -                  | -           | -           | -           | 5      | 0      |
| Totale Hellas Verona | Totale Hellas Verona | Totale Hellas Verona | 13         | 0          |                 | 5               | 1               |                    | -                  | -                  |             | -           | -           | 18     | 1      |
| 2009-2010            | Sangiovannese        | 2D                   | 31+2       | 3+1        | CI-LP           | 5               | 0               | -                  | -                  | -                  | -           | -           | -           | 38     | 4      |
| 2010-2011            | Juve Stabia          | 1D                   | 21+4       | 0          | CI+CI-LP        | 1+7             | 0+0             | -                  | -                  | -                  | -           | -           | -           | 33     | 0      |
| 2011-2012            | Ternana              | 1D                   | 30         | 0          | CI-LP           | 1               | 0               |                    | -                  | -                  | SL-1D       | 2           | 0           | 33     | 0      |
| 2012-2013            | Ternana              | B                    | 29         | 1          | CI              | 1               | 0               | -                  | -                  | -                  | -           | -           | -           | 30     | 1      |
| 2013-2014            | Ternana              | B                    | 0          | 0          | CI              | -               | -               | -                  | -                  | -                  | -           | -           | -           | 0      | 0      |
| 2014-2015            | Ternana              | B                    | 3          | 0          | CI              | 0               | 0               | -                  | -                  | -                  | -           | -           | -           | 3      | 0      |
| 2015-gen. 2016       | Ternana              | B                    | 3          | 0          | CI              | 2               | 0               | -                  | -                  | -                  | -           | -           | -           | 5      | 0      |
| Totale Ternana       | Totale Ternana       | Totale Ternana       | 65         | 1          |                 | 4               | 0               |                    | -                  | -                  |             | 2           | 0           | 71     | 1      |
| gen.-giu. 2016       | Martina              | LP                   | 17+1       | 0          | CI-LP           | -               | -               | -                  | -                  | -                  | -           | -           | -           | 18     | 0      |
| gen.-giu. 2017       | Correggese           | D                    | 14+1       | 1          | CI-D            | -               | -               | -                  | -                  | -                  | -           | -           | -           | 15     | 1      |
| ott. 2017-2018       | Romanese             | D                    | 25         | 1          | -               | -               | -               | -                  | -                  | -                  | -           | -           | -           | 25     | 1      |
| 2018-2019            | Ferentillo Valnerina | 2° Cat.              | 6          | 1          | -               | -               | -               | -                  | -                  | -                  | -           | -           | -           | 6      | 1      |
| Totale carriera      | Totale carriera      | Totale carriera      | 212+9      | 8+2        |                 | 24              | 1               |                    | -                  | -                  |             | 2           | 0           | 247    | 11     |

### Cronologia presenze e reti in Nazionale
| Cronologia completa delle presenze e delle reti in nazionale ― Burkina Faso | Cronologia completa delle presenze e delle reti in nazionale ― Burkina Faso | Cronologia completa delle presenze e delle reti in nazionale ― Burkina Faso | Cronologia completa delle presenze e delle reti in nazionale ― Burkina Faso | Cronologia completa delle presenze e delle reti in nazionale ― Burkina Faso | Cronologia completa delle presenze e delle reti in nazionale ― Burkina Faso | Cronologia completa delle presenze e delle reti in nazionale ― Burkina Faso | Cronologia completa delle presenze e delle reti in nazionale ― Burkina Faso |
| Data                                                                        | Città                                                                       | In casa                                                                     | Risultato                                                                   | Ospiti                                                                      | Competizione                                                                | Reti                                                                        | Note                                                                        |
| --------------------------------------------------------------------------- | --------------------------------------------------------------------------- | --------------------------------------------------------------------------- | --------------------------------------------------------------------------- | --------------------------------------------------------------------------- | --------------------------------------------------------------------------- | --------------------------------------------------------------------------- | --------------------------------------------------------------------------- |
| 12-10-2008                                                                  | Bujumbura                                                                   | Burundi                                                                     | 1 – 3                                                                       | Burkina Faso                                                                | Qual. Mondiali 2010                                                         | -                                                                           |                                                                             |
| 10-1-2013                                                                   | Nelspruit                                                                   | Niger                                                                       | 0 – 0                                                                       | Burkina Faso                                                                | Amichevole                                                                  | -                                                                           | 25’                                                                         |
| Totale                                                                      |                                                                             | Presenze                                                                    | 2                                                                           |                                                                             | Reti                                                                        | 0                                                                           |                                                                             |

## Palmarès

### Club

#### Competizioni nazionali
- Lega Pro Prima Divisione: 1

Ternana: 2011-2012
- Coppa Italia Lega Pro: 1

Juve Stabia: 2010-2011